# Cykl Eulera
Cykl Eulera to taki cykl w grafie, który przechodzi przez każdą jego krawędź dokładnie raz. Jeżeli w danym grafie możliwe jest utworzenie takiego cyklu, to jest on nazywany grafem eulerowskim.
Nazwa pochodzi od nazwiska szwajcarskiego matematyka Leonharda Eulera, który jako pierwszy zajmował się problematyką związaną z drogami w grafach.
Do znajdowania cyklu Eulera w grafie można użyć algorytmu Fleury’ego.
Warunkiem koniecznym i wystarczającym na to by spójny graf nieskierowany był eulerowski jest parzystość stopni wszystkich wierzchołków. Natomiast warunkiem w spójnym grafie skierowanym jest taka sama liczba krawędzi wchodzących i wychodzących dla każdego wierzchołka.